# عرس الذيب (فلم)
عرس الذيب (بالفرنسية: Tendresse du loup، بالإنجليزية: Tender is the wolf) شريط سينمائي تونسي من إخراج الجيلاني السعدي، عرض لأول مرة عام 2006.

## قصة الفيلم
ذات ليلة في مدينة تونس، يلتقي صطوفة وهو شاب ثائر ومهمش بعاهرة شابة وجذابة. يقوم أصدقاءه باغتصابها ولكنها لا تنتقم من سواه. يقوم صطوفة بالبحث عنها طوال الليل إلا أن الفتاة صعبة المراس.

## التقديم الفني
- السيناريو: الجيلاني السعدي
- الموسيقى: سيزاريا إيفورا
- مدير التصوير: ماريو دي كستيرا
- توليف: نادية بن رشيد
- الصوت: دافيد ريت وتوما غودر
- العيار: 35 مم ألوان
- النوع: جنسي

## تمثيل
- أنيسة داود
- عبدالمنعم شويات
- محمد قريع
- عاطف بن حسين
- الحبيب بن مبارك